# Francis P. Blair, Jr.
Francis Preston Blair Jr. (Lexington, 1821. február 19. – Saint Louis, 1875. július 8.) amerikai jogász, politikus és katona. A képviselőházban és a szenátusban (1871–1873) is képviselte Missouri államát. 
Aktív fellépést tanúsított az amerikai polgárháború kezdeti szakaszában annak érdekében, hogy Missouri ne csatlakozzon a formálódó Amerikai Konföderációs Államokhoz. Fontos szerepet játszott Nathaniel Lyon századosnak a Nyugati Adminisztratív Hivatal élére történő kinevezésében, s így az állam fölötti katonai parancsnokság gyakorlásának megszerzésében. Blair segített Lyonnek a St. Louis-i Home Guard milícia megszervezésében és a St. Louis Arsenal fegyverraktárában konföderációs kézbe kerülés fenyegette 20 000 darab huzagolt elöltöltős puska és muskéta Illinois-ba való menekítésében. A Missouri szecesszionisták ezt a Price-Harney megegyezés megszegésének tekintették, melyen Missouri semlegessége nyugodott. Ez az aktivitás vezetett a Camp Jackson incidenssel kirobbanó erőszakhoz, mely végső soron az egész háború folyamán folytatódó Missouri gerillaháború tüzét táplálta.
1862-ben Blair belépett a Missouri önkéntesek közé, vezérőrnagyi kinevezést kapott és hadosztályparancsnok lett a vicksburgi hadjáratban Ulysses S. Grant vezérőrnagy parancsnoksága alatt. William Tecumseh Sherman vezérőrnagy irányítása alatt részt vett az Atlanti-óceán partjaihoz való áttörésben és hadtestparancsnoki beosztásig emelkedett. 1868-ban részt vett az elnökválasztási kampányban, mint Horatio Seymour elnökjelölt alelnökjelöltje. Drámai beszédei a négerek jogi egyenlőségének veszélyeiről néhányak szerint hozzájárult a Demokrata párt választási vereségéhez. 1872-ben agyvérzést kapott, de az Missouri politikai életben továbbra is részt vett, egészen haláláig.

## Ifjúsága és pályafutása kezdete
Blair a Kentucky állambeli Lexingtonban született, Francis Preston Blair újságszerkesztő és politikus, valamint felesége, Eliza Violet Gist Blair harmadik gyermekeként. Bátyja, Montgomery Blair később St. Louis polgármestere, majd Abraham Lincoln elnök kabinetjében postaminiszter lett. Unokatestvére, B. Gratz Brown az Egyesült Államok későbbi szenátora és Missouri állam kormányzója volt. 
Az ifjú Francis Washingtonban járt iskolába, majd beiratkozott a Yale Egyetemre és a University of North Carolina egyetemére, de végül 1841-ben a Princetoni Egyetemen végzett. Jogi tanulmányait a Transylvania University egyetemén folytatta. Lexingtonban kapta meg az ügyvédi engedélyt, de jogi praxisát bátyájval közösen 1842-től St. Louisban folytatta. 1842-től 1845-ig Thomas Hart Benton jogi irodájának munkatársa volt.

## A mexikói-amerikai háború
1845 őszén Blair a vadnyugatra utazott bölényt vadászni és télre Kelet-Coloradóban marad unokatestvére, George Bent vendégeként a Santa Fe ösvény mentén épült Bent-erődnek nevezett településen. A mexikói-amerikai háború kitörése után Santa Fenél csatlakozott Stephen W. Kearny tábornok expedíciójához és Kearny az újonnan meghódított új-mexikói territórium államügyészévé nevezte ki. Alexander William Doniphannel, Willard Preble Hallal, és David Waldóval együtt Blair megírta a territóriumra érvényes amerikai törvénykódexet és az újonnan felállított törvényszék bírája lett.

## A politika színpadán
Mivel a politika jobban érdekelte a jognál, Blair 1847 nyarán visszatért St. Louisba. Még ebben az évben feleségül vette Apolline Alexandert, akitől nyolc gyermeke született. Thomas Hart Benton szenátor személyes barátja és politikai szövetségeseként ismertté vált rabszolgaságellenes nézeteiről és a Free Soil pártnak nyújtott támogatásáról. 1852-től 1856-ig tagja volt a Missouri állami törvényhozásnak. Az 1850-től hanyatló párt súlyos kudarcot könyvelt el az 1852-es elnökválasztás során, ezért tagsága 1854 és 1856 között átlépett a Republikánus pártba. 
Blair 1856-ban már republikánus képviselőként nyert részvételt az Egyesült Államok Kongresszusának Képviselőházába. 1858. január 14-én nagy hatású beszédében a rabszolgaságot nemzeti problémaként jelölte meg, melyre fokozatos emancipációval és a felszabadított négerek Dél- és Közép-Amerikába telepítésével kínált megoldást. Egy évvel később, Bostonban tartott, The Destiny of the Races of This Continent (A kontinens fajainak sorsa) c. beszédével országosan ismertté vált.
Első ciklusa végetértekor, 1858-ban a demokrata John R. Barret elütötte az újraválasztástól, azonban 1860-ban kikényszerítette az voksok újraszámolását és a 36. kongresszusban 1860. június 8-án ismét helyet foglalhatott. Mindössze 17 nappal később, június 25-én azonban lemondott mandátumáról, majd az időközi választáson veszített Barrettel szemben, így december 3-án vetélytársa foglalhatta el helyét. Az 1860-as rendes választási fordulóban azonban ismét győzött, így a 37. Kongresszus munkájában a ház katonai bizottságának elnöki tisztjét betöltve vett részt. 1861 júliusában újra lemondott, hogy a háborúba belesodródott szülőhazája ezredese lehessen a szövetségi hadseregben. 1862-ben a 38. kongresszusba is beválasztást nyert, de ezúttal Samuel Knox számoltatta újra a voksokat, s emiatt 1864. június 10-én át kellett adnia mandátumát neki.
A Blair család Lincoln szilárd támogatójának bizonyult politikai felemelkedése és elnöksége során, s ennek fejében élvezte Lincoln politikai támogatásának jótéteményeit. 1863 decemberében Lincoln azt mondta róluk: „A Blairek szokatlan mértékben klánszelleműek. A család szoros társulást alkot. Frank büszkeségük és reménységük. Általában nagy elánnal fáradoznak a cél elérésén, amit csak fejükbe vesznek, különösen Montgomery és az öregúr.
Lincoln elnökké választását követő napokban, mikor nyilvánvalóvá vált, hogy számos déli állam az elszakadást választja, Blair azon missouri állami vezetők közé tartozott, akik megalapították a Feltétlen Unió Pártját. Ez a párt szorgalmazta a paramilitáris Home Guard egységek felállítását, mellyel szüksége esetén meg kívánták akadályozni Missouri kiválását az Egyesült Államok tagjai közül.

## A polgárháborúban

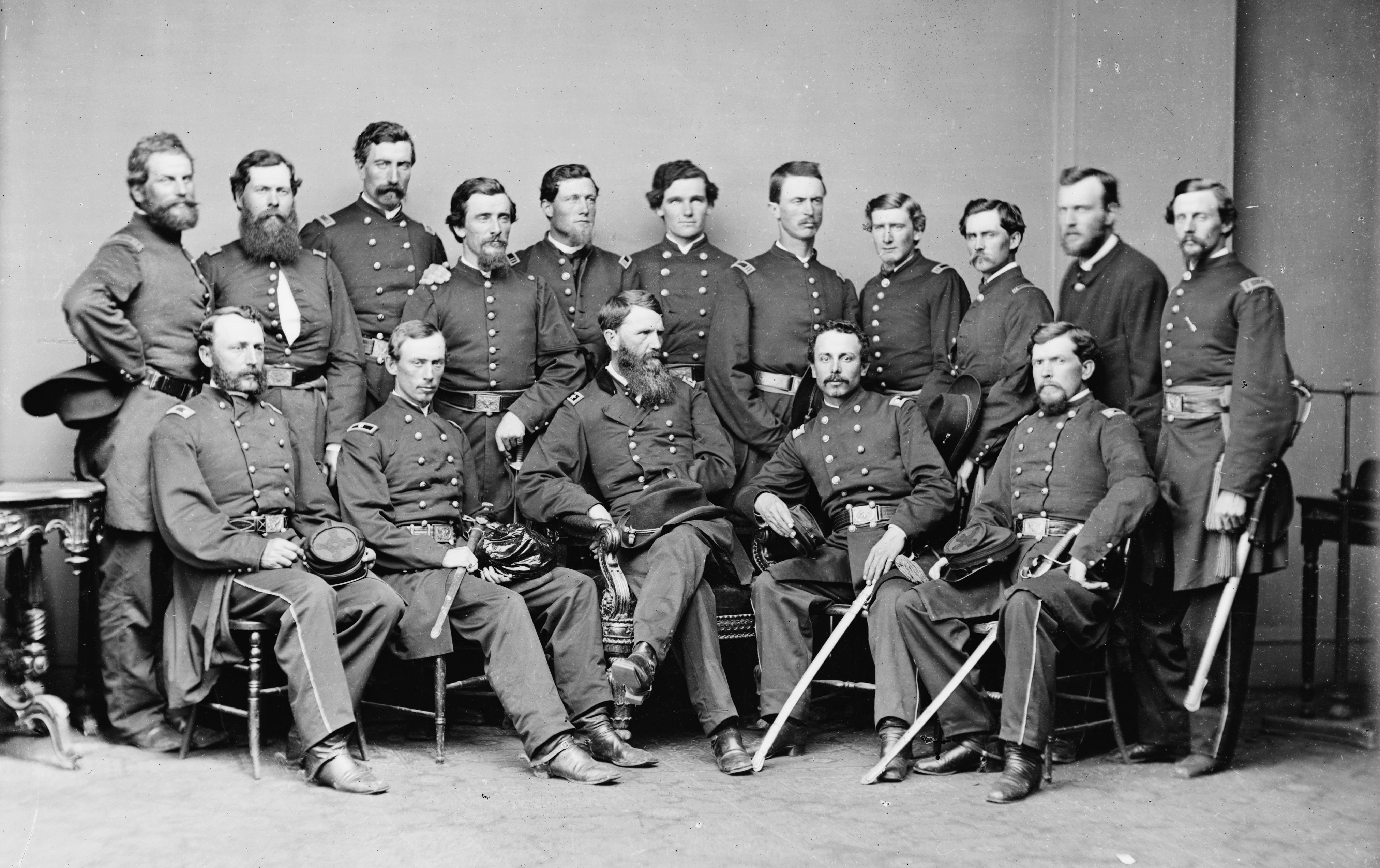
Blair tábornok és törzskara

Közvetlenül Dél-Karolina elszakadása után, 1860 decemberében Blair meg volt győződve, hogy a déli véleményvezérek Missouri elszakadását készítik elő, aminek megakadályozására aktív előkészületeket tett. Személyesen szervezett meg és szerelt fel több ezer főnyi Home Guard milicistát, akiket a Wide Awakes republikánus felvonulómozgalom tagjai közül és a német bevándorlók St. Louis-i Turnverein tornaegyesületeiből verbuváltak.
Az éleződő helyzetben Blair és Nathaniel Lyon százados váratlanul az illinoisi Altonba szállíttatta a St. Louis Arsenal fegyvergyárának raktáraiban levő több tízezer puskát és egyéb fegyverzetet. 1861. május 10-én Lyon a Home Guard fegyvereseivel és a professzionális hadsereg egységeivel megadásra kényszerítette a Konföderációval szimpatizáló több száz milicistát, akik St. Louis környékén gyakorlatoztak és akikről feltételezték, hogy a fegyvergyárat hatalmukba akarják keríteni. A Camp Jackson incidensként elhíresült művelet a szövetségi elkötelezettségűek számára proaktív fellépést jelentett és biztosította Missouri feletti hatalmuk megtartását, de a foglyok St. Louis utcáin való végigterelése több tucat életet követelő lövöldözésbe torkollott és felszította a szecessziós hangulatot.
A konföderációs szimpátiájú Claiborne F. Jackson kormányzó követői és az uniós szimpátiájú polgárok közötti harc a küszöbön állt. Ennek elkerülésére a szövetségi hadsereg missouri parancsnoka, William S. Harney tábornok egyezségre lépett a Missouri State Guard néven állami milíciába tömörülő déli szimpatizánsokkal a szövetségi hadsereg be nem avatkozásáról és Missouri állam semleges státuszának fenntartásáról. A május 21-én megkötött Price-Harney egyezséget Blair és republikánus elvbarátai elítélték. A Washingtoni párthíveket mozgósítva pár héten belül kieszközölték Harney menesztését, akit az elnök Nathaniel Lyonnal váltott fel. Lyon az egyezséget felrúgva kiüldözte a törvényesen megválasztott kormányzót és a törvényhozás képviselőit Jefferson Cityből, az állami fővárosból. Mialatt Blair az erőszakkal eltávolított kormányzat helyett egy tisztán unionista kormányzat felállítását szervezte, a harc kitörése után pár héttel Lyon elesett a Missourit délnyugati részében megvívott Wilson’s Creek-i ütközetben. Utóda a Nyugati adminisztrativ hivatal élén John C. Frémont dandártábornok lett.
Frémont maga is jó összeköttetésekkel rendelkező, ismert missouri republikánus volt. Blair hamarosan mint politikai riválisára kezdett tekinteni rá, és Frémont műveletei kapcsán sok kérdésben véleménykülönbség alakult ki köztük. Frémont térségi parancsnokként nagy pénzösszegek fölött diszponált és sokat költött készletek és felszerelés sietős beszerzésére. Blair elvárása az volt, hogy ennek a pénznek a legtöbbjét a St. Louisi üzleti köröknél költsék el, de Frémont és stábja saját klienseiknek kedvezett. A pazarlás és a korrupció vádjai mellett Blair keserű szemrehányásai is segítettek Frémont diszkreditálásában, és 1861. november 2-i leváltásában.
1862 márciusában Blair apja Alfred Pleasonton lovassági tábornokon keresztül azt üzente George B. McClellan vezérőrnagynak, hogy szüksége lesz politikai összeköttetésekre a pozíciója megtartásához, ezért a Blair klán politikai befolyásának megnyerése érdekében nevezze ki fiát, Francist stábja főnökének.
Blair 1862 júliusában leköszönt a képviselőházban és egy missouri önkéntesezred parancsnokának választották meg ezredesi rangban. 1862 augusztusában dandártábornoki, majd novemberben vezérőrnagyi előléptetésben részesítették. Blair parancsnoksága alá a 13. illinoisi, a 29., a 30., a 31. és 32. missouri, az 58. ohiói gyalogezredek, az Ohio Light Artillery 4. tüzérszázada és a 10. missouri lovasezred C százada tartozott.

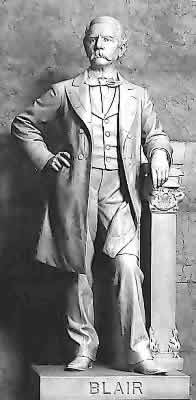
Francis Preston Blair Jr. szobra a National Statuary Hall Collection szoborcsarnokában.

Blair a Vicksburgi hadjárat folyamán hadosztályparancsnok lett, harcolt a Chattanoogai hadjáratban és mikor James B. McPherson a Tennessee hadsereg parancsnoka lett, 1864. május 4-én Blair megkapta a XVII. hadtest parancsnokságát. A XVII. hadtest javarészt Sherman hadseregcsoportja hátvédjének szerepét játszotta az Atlanta hadjárat elején. A Kennesaw-hegyi ütközetben és az Atlantai csatában már a XVII. hadtest is kivette a részét a harcból. Atlanta bevétele után, 1864. szeptember 22-én Blair eltávozásra ment és Thomas E. G. Ransom vezérőrnagy vette át a hadtest vezetését. Ransom azonban John Bell Hood hadseregének üldözése közben, október 29-én belehalt a vérhasba, így Blair október 31-én visszatért és tovább irányította a hadtestet a March to the Sea hadjáratban és a Karolinák hadjáratban. Dél-Karolinában az északi hadsereg általános rablás és rombolás közepette nyomult előre. Blair lovához egy helyi asszony rohant a lovához arról kiabálva, hogy a katonái feltúrják a földjét. Blair fanyar humorral és meglehetős érzéketlenséggel azt válaszolta: „Nem hiszem, asszonyom, hogy a fiaimnak megártana a mogyoró.”

## A polgárháború utáni tevékenysége
A háború végén Blair anyagi csődbe került, mivel saját vagyonának legnagyobb részét a háborúra költötte.
1866-ban apjához és bátyjához hasonlóan szembeszállt a Kongresszus rekonstrukciós politikájával és az emiatt fellépő nézeteltérés következtében kilépett a Republikánus pártból. 1868-ban a Demokrata párt színeiben Horatio Seymour alelnökjelöltjeként csatába szállt az elnökválasztáson, de veszítettek. Blair maga is hozzájárult a kudarchoz azzal, hogy korteskörútján élénk faji retorikával élve „a fétisimádó és poligámista, félbarbár fekete rassz” uralomra kerülésétől óvott, akik „fehér asszonyokat fognak féktelen vágyaiknak alávetni”. Egy demokrata kongresszusi képviselő magát Blair látta Seymour veresége okának, és viselkedését ostobának és védhetetlennek nevezte.
Blair egy híres gyilkossági ügy szemtanújaként került újra reflektorfénybe 1870. július 29-én. Az akkor híres Fifth Avenue Hotelben a Nyugati 23. utca és az 5. sugárút kereszteződésében Blair az utca túlfeléről jövő segélykiáltásokra ébredt fel. Hotelszobája ablakából két embert látott egy vörös téglaépületben. Mindketten Benjamin Nathan, a New York-i Értéktőzsde alelnökének fiai voltak. Nathant agyonverve találták meg a házban. A kihallgatások során a gyanú több emberre is ráterelődött, de a rejtélyt soha nem sikerült megoldani.
1871-ben Blairt beválasztották a Missouri állami törvényhozásba, mint a volt szenátort. 1872. november 16-án agyvérzés következtében lebénult, melyből soha többet nem épült fel. Betegségének köszönhetően az 1873 januárjában tartott szenátusi választást elbukta. Nagy erőfeszítéssel megtanult bal kézzel írni és folytatta a politikai küzdelmet. Ki nem hunyó politikai érdeklődésének köszönhetően Missouri állam szuperintendánsaként szolgált 1875-ig. Ekkor egy elesés következtében olyan súlyos fejsérülést szenvedett, amely halálosnak bizonyult. A Bellefontaine Cemetery temetőjében lett elhantolva.

## Emlékezete
William T. Sherman halálhíre hallatán azt mondta: „Mindig a legigazabb hazafinak éreztem, egy kimagaslóan őszinte és becsületes embernek, a legbátrabb katonák egyikének, akit ez az ország valaha is felnevelt.” Ulysses S. Grant, akivel szemben Blair az 1868-as elnökválasztáson megmérette magát, azt írta róla memoárjában: „Nem termett még nála bátrabb ember, sem olyan, aki feljebbvalójának minden parancsát kérdés nélkül, készségesebben teljesítette volna. Katonaként és politikusként teljesen más ember volt.”
1885-ben Blair szenátorról mintázott szobrot emeltek St. Louis Forest Parkjában, a Kingshighway és a Lindell Blvds kereszteződésében.
1899-ben Missouri állam Alexander Doyle készítette márványszobrát állította fel a Capitolium National Statuary Hall szoborcsarnokában.

## Fordítás
- Ez a szócikk részben vagy egészben  a   Francis P. Blair, Jr. című angol Wikipédia-szócikk ezen változatának fordításán alapul.  Az eredeti cikk szerkesztőit annak laptörténete sorolja fel. Ez a jelzés csupán a megfogalmazás eredetét és a szerzői jogokat jelzi, nem szolgál a cikkben szereplő információk forrásmegjelöléseként.